# Adrian Cioroianu

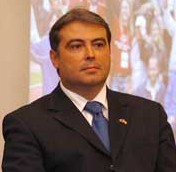
Adrian Cioroianu

Adrian Mihai Cioroianu (* 5. Januar 1967 in Craiova, Kreis Dolj) ist ein rumänischer Politiker. Er war vom 5. April 2007 bis zum 15. April 2008 Außenminister von Rumänien und von 2002 bis 2009 Mitglied der Partidul Național Liberal.

## Leben
Nach seinem Geschichtsstudium in Bukarest und Kanada lehrte Cioroianu als Dozent an der Universität in Bukarest. Bis heute schreibt er für mehrere Zeitungen und Zeitschriften und ist auch als Moderator im Fernsehen tätig.
2004 wurde er in den Senat gewählt, wo er sich in mehreren Ausschüssen mit der Aufarbeitung der Ceaușescu-Zeit befasste.
Im Zuge der Aufnahme Rumäniens in die Europäische Union gehörte er vom 1. Januar bis zum 2. April 2007 dem Europäischen Parlament an und war dort Mitglied in der Fraktion der Allianz der Liberalen und Demokraten für Europa.
Am 5. April 2007 wurde er wie Ovidiu Ioan Silaghi Minister im neuen Kabinett von Premierminister Tăriceanu. Cristian Silviu Bușoi und Horia-Victor Toma rückten für Cioroianu und Silaghi in das Europäische Parlament nach.
Im April 2008 trat Cioroianu von seinem Ministeramt zurück, nachdem im Januar des gleichen Jahres Daniel Claudiu Crulic, ein rumänischer Staatsbürger, in einem polnischen Krankenhaus an den Folgen eines Hungerstreiks verstorben war. Crulic hatte einen ihm zur Last gelegten Diebstahl bestritten. Cioroianu und den rumänischen Beamten der diplomatischen Vertretung in Polen war in diesem Zusammenhang vorgeworfen worden, sich nicht ausreichend für Crulic eingesetzt zu haben.
Cioroianu gehört zu den 89 Personen aus der Europäischen Union, gegen die Russland im Mai 2015 ein Einreiseverbot verhängt hat.